# Cuncos

Verbreiding van inheemse culturen in Chili rond de tijd van de komst van de Spanjaarden. Picunche, Mapuche, Huilliche en Cunco maken deel uit van de Mapuche macro-etnische groep.

De Cuncos waren een inheems volk, dat leefde in de kustgebieden van zuidelijk Chili en het nabijgelegen binnenland. Het is een weinig bekende subgroep van de Huilliche, die ook wel worden aangeduid als de zuidelijke Mapuche. De Cuncos zijn vooral bekend om hun langdurige conflicten met de Spanjaarden. De Cuncos moeten niet worden verward met de bewoners van de plaats Cunco verder naar het noorden.

## Cultuur en identiteit

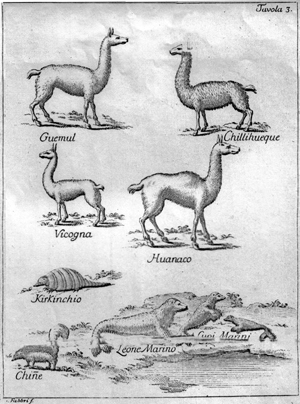
Tekening uit 1776 met rechtsboven een chilihueque

De Cuncos verbouwden maïs, aardappels en quinoa en fokten de chilihueque, een uitgestorven kameel-achtige. Ze vulden hun levensonderhoud aan door in voorjaar en zomer naar de kust te trekken en schaaldieren te verzamelen en op manenrobben te jagen. De Cuncos waren verdeeld in kleine plaatselijke clans met een opperhoofd.
De details van de identiteit van dit volk zijn niet volledig duidelijk. De Chileense historicus en antropoloog José Bengoa omschrijft "Cunco" als een categorie inheemse Mapuche-Huilliche in zuidelijk Chili. De Spanjaarden noemden hen indios cuncos. Eugenio Alcamán waarschuwt dat de term "Cunco" in Spaanse documenten niet overeen hoeft te komen met een etnische groep, omdat ze net als andere volken werden aangeduid op basis van het gebied dat ze bewoonden.  
Ximena Urbina benadrukt dat de verschillen tussen de diverse zuidelijke Mapuche-groepen niet goed bekend zijn, maar dat gewoonten en taal hetzelfde lijken te zijn geweest. Ze stelt wel dat de Cuncos iets verder van de Araucanische Mapuche afstaan dan de naburige Huilliche. Urbina merkt op dat de kern van de Cuncos zich van de nabije Huilliche en de zuidelijke Cuncos onderscheidde door hun stugge verzet tegen de Spaanse overheersing. Door de Spanjaarden werden ze ook beschouwd als de meest barbaarse van de zuidelijke Mapuchegroepen.

##### Taal
Hervás y Panduro noemt de taal van de Cuncos een dialect gelijkend op de inheemse taal die op Chiloé wordt gesproken, de zuidelijke variant van het Mapudungun. Daarmee stelde hij dat de talen van de Huilliche, Cuncos, Pehuenche en Mapuche onderling verstaanbaar zouden zijn.

## Woongebied
De Jezuïet Andrés Febrés benoemde de Cuncos als het volk dat in het gebied tussen Valdivia en Chiloé woonde. Aansluitend op het werk van Febrés schrijft Lorenzo Hervás y Panduro dat de Cuncos het vasteland ten noorden van Chiloé bewoonden, tussen 36° S and 41° ZB, tot aan het gebied van de "Araucanische barbaren" (Mapuche).
De Cuncos leefden in het Chileens kustgebergte en de heuvels aan de voet ervan. De Huilliches woonden ten oosten van hen in de vlakke gebieden van de Chileense Centrale Vallei, tussen het kustgebergte en de Andes. Standpunten over de zuidelijke grens van het woongebied verschillen; volgens sommigen was het de Maullínrivier, volgens anderen bewoonden ze ook de noordelijke helft van het Chiloé-eiland. Een theorie van historicus José Pérez García gaat ervan uit dat de Cuncos in de voor-Spaanse tijd zich op Chiloé vestigden als gevolg van druk vanuit het noorden door de Huilliche, die op hun beurt werden verdrongen door de Mapuche.

Het gebied van de Cuncos werd in koloniale bronnen omschreven als regenachtig, met veel moerassen, beken en rivieren, en met dichte bossen met flinke bomen. Vlak en open terrein was schaars en plaatselijke wegen waren slecht en smal.